# Rass Oumlil
Rass Oumlil (àrab: رأس اومليل, Raʾs Ūmlīl; amazic estàndard marroquí: ⵕⴰⵙ ⵓⵎⵍⵉⵍ, Ṛas Umlil) és una comuna rural de la província de Guelmim, a la regió de Guelmim-Oued Noun, al Marroc. Segons el cens de 2014 tenia una població total de 1.172 persones